# Рациу, Андрей
Андрей Флори́н Рациу (рум. Andrei Florin Rațiu; род. 20 июня 1998, Аюд, Алба) — румынский футболист, защитник испанского клуба «Райо Вальекано» и сборной Румынии по футболу. Участник чемпионата Европы 2024.

## Клубная карьера
Родился в румынском городе Аюд, но в шесть лет вместе с семьей переехал в Испанию. Рациу — воспитанник клуба «Вильярреал». 20 августа 2016 года в матче против «Альсиры» он дебютировал за резервную команду клуба. 14 сентября во встрече против «Эльче Илиситано» Рациу забил первый гол за команду.
После выступлений за резервную команду, Андрей был переведён в дубль клуба. 17 декабря 2017 года в матче против «Пенья Депортива», он вышел вместо Дарио Поведа. 18 апреля 2019 года в матче Лиги Европы УЕФА против «Валенсии» Рациу дебютировал за основной состав «Вильярреала».
В августе 2020 года Андрей на правах аренды перешёл в нидерландский «АДО Ден Хааг». 13 сентября в матче против «Хераклеса» он дебютировал в Эредивизии.
4 августа 2021 года на правах свободного агента Рациу стал игроком клуба «Уэска». 13 августа в матче против «Эйбара» он дебютировал в Сегунде. 21 мая 2022 года в поединке против «Реал Сосьедад B» защитник забил свой первый гол за клуб.
В августе 2023 года Рациу перешёл в «Райо Вальекано». 5 ноября в матче против «Реал Мадрид» он дебютировал за новый клуб. 16 сентября 2024 года в поединке против «Осасуны» отметился первым голом за клуб.

## Международная карьера
В 2021 году Рациу в составе олимпийской сборной Румынии принял участие в летних Олимпийских играх. На турнире он сыграл в матче против Гондураса и Новой Зеландии.

## Достижения

### Личные
- Вошëл в символическую сборную Ла Лиги: 2024/25[14]